# СЦ Бањица
Спортски центар Бањица (СЦ Бањица) спортски је центар у Београду, Србија. Центар се налази у насељу Бањица у општини Вождовац. Центар је предвиђен за одржавање спортских такмичења на води, и то ватерполо, пливање и синхроно пливање.
Отворен је 1973. године, када је заједно са СРЦ Ташмајдан био домаћин првог Светског првенства у воденим спортовима. Током Летње универзијаде 2009. Бањица је била домаћин ватерполо такмичењу. Од 31. маја до 1. јуна 2013. на отвореном базену СЦ Бањица одржан је фајнал фор Лиге шампиона у ватерполу.
У склопу центра се налазе два затворена базена, један олимпијских димензија (капацитет 3.000 места) и мањи предвиђен за непливаче, затим два отворена олимпијска базена, као и 6 тенис]]ких терена. Такође од пратећих садржаја постоје сауна, хидромасажа, медицински центар, трим сала, теретана, столови за стони тенис и кафе.
Домаће утакмице у СЦ Бањица игра ватерполо клуб Партизан, као и повремено остали београдски клубови. У СЦ Бањица се одржавају и школе пливања и ватерпола.